# Astrid Peth
Astrid Peth es un personaje de ficción interpretado por Kylie Minogue en la longeva serie británica de ciencia ficción Doctor Who. Se trata de una acompañante del Décimo Doctor (David Tennant) que aparece en el episodio El viaje de los condenados, que se emitió originalmente en el Reino Unido el 25 de diciembre de 2007. La elección de Minogue para el papel fue un gran éxito para Doctor Who. Su fama atrajo mucha publicidad para El viaje de los condenados, y como consecuencia gran parte del éxito del episodio en términos de audiencia se atribuyen a la aparición de Minogue en el papel.

## Concepción
Russell T Davies anunció que Astrid Peth sería la siguiente acompañante tras Martha Jones (interpretada por Freema Agyeman) el 14 de agosto de 2007. El apellido de Astrid, Peth, se confirmó en la edición navideña de Radio Times. Davies siempre dijo que el personaje siempre iba a ser de "una sola aparición" incluso antes de que Minogue fuera elegida, y que Astrid iba a mostrar "toda una nueva visión - otra vez - de lo que un acompañante puede ser". El nombre de Astrid Peth generó algo de especulación antes de la emisión del episodio tras el descubrimiento de que Astrid es un anagrama de "TARDIS", y que Peth significa cosa en galés. Sin embargo, el episodio no estableció ninguna conexión con lo antedicho. En Doctor Who Confidential, Minogue describió a Astrid como una "soñadora" y que su encuentro con el Doctor reactiva el deseo de Astrid de explorar. En su libro A Writer's Tale, Davies dijo que originalmente el personaje se iba a llamar "Peth", pero no le terminaba de gustar, y le cambió el nombre a "Astrid" dando como razón que "...suena más espacial, más como una acompañante futurista del Doctor".

## Historia del personaje
Astrid aparece en el episodio El viaje de los condenados. Es presentada dentro de la nave espacial Titanic como una camarera del planeta Sto con el sueño de ver las estrellas. Al conocer al Décimo Doctor, entabla rápidamente amistad con él, y le acompaña en una excursión organizada por el historiador residente del Titanic, el Sr. Copper (Clive Swift), teletransportándose con algunos pasajeros del Titanic a la Tierra, donde ella y el Doctor conocen a Wilfred Mott (Bernard Cribbins). Tras su regreso a la nave, el Doctor y ella descubren el plan de Max Capricorn (George Costigan) de destruir el Titanic, a sus pasajeros y a toda la población de la Tierra con sus diabólicos robots angelicales. Mientras intentan salvar la nave, Astrid va cogiéndole cada vez más cariño al Doctor, besándole como parte de lo que ella asegura que es "una vieja tradición" en Sto. En el clímax del episodio, Astrid se sacrifica para salvar al Doctor de Capricorn, tirándole por una plataforma con una carretilla, cayendo los dos hacia la muerte. Más tarde, dándose cuenta de que Astrid aún llevaba su brazalete de teletransporte, el Doctor intenta reunir sus átomos en un intento de resucitarla, pero no hay energía suficiente en el dañado Titanic para hacerlo. Astrid reaparece como un espectro aturdido, mientras el Doctor le da un beso de despedida antes de liberar sus átomos sensibles (descritos como "polvo de estrellas") para volar por el espacio como energía.
En El fin del viaje, Davros reprocha al Doctor la cantidad de gente que ha muerto en su lugar, y en un montaje aparece Astrid entre otras personas.

## Casting
La BBC anunció oficialmente que Minogue iba a aparecer como Astrid en El viaje de los condenados el 3 de julio de 2007. El anuncio oficial vino después de repetidos rumores circulando por la prensa, aunque el autor del episodio Russell T Davies había denegado esos rumores intentando prolongar el secreto un poco más. Pero Minogue ya había confirmado en persona que iba a aparecer en el episodio en una revista, mientras que otro periódico había publicado una fotografía del director creativo Will Baker con una "lista de compras" con una entrada sobre un guion de Doctor Who, indicando que Minogue estaría en el episodio. También algunos miembros del público habían visto a Minogue filmando el episodio antes del anuncio oficial de su elección. Baker, un fan de Doctor Who desde hace mucho tiempo, fue el principal responsable de la elección de Kylie organizando un encuentro entre ella, Davies y Julie Gardner. Davies ha afirmado que Minogue estaba ansiosa por aparecer en Doctor Who para relanzar su carrera de actriz.

## Publicidad y promoción
Minogue posó con un Dalek en una sesión fotográfica exclusiva para Doctor Who Magazine promocionando El viaje de los condenados. La sesión era un homenaje a la actriz Katy Manning (intérprete de Jo Grant) y su famosa sesión fotográfica desnuda con un Dalek. El actor intérprete del Décimo Doctor David Tennant entrevistó el 27 de noviembre de 2007 a Kylie Minogue en X-Amining Kylie, en BBC Radio 2. Una charla más extensa sobre su involucración en el episodio se incluyó en una repetición extendida del programa que se emitió en el Boxing Day de 2007. En The Sun entre otros medios se filtró que Astrid besaría al Doctor.

## Recepción
El episodio tuvo una audiencia con picos de 13,8 millones de espectadores según las mediciones, cuando se emitió por primera vez el día de Navidad en BBC One. Este éxito se atribuyó parcial y totalmente a la presencia de Minogue como Astrid. Los espectadores más pequeños que eran fanes de la estrella del pop Kylie quedaron traumatizados por la muerte de Astrid y hubo que convencerles de que Kylie no estaba muerta en la vida real.
Aunque a la crítica Jane Simon le hubiera gustado haber visto algo más del personaje  y se dijo que su aparición le ayudó a "hacer un retorno completo al candelero", el trabajo de Minogue no tuvo alabanzas de todos. Gareth McLean, crítico televisivo de The Guardian, describió a Minogue como "no tan buena... es vacía e insípida". McLean escribió:
No hay química entre Astrid y el Doctor, pronuncia sus líneas con una auténtica falta de convicción y así nunca nos creemos a Astrid como personaje. Mientras la Donna de Catherine Tate en el especial del año pasado era imperiosa, la de la Astrid de Kylie Minogue apenas si se nota. Te hace preguntarte por qué elegir a Kylie fue calificado como de un buen golpe. Ella es una estrella del pop, por supuesto que va a decir que sí a ser catapultado a millones de hogares en Navidad. Tiene un insignificante álbum que vender. En realidad, es Kylie quien debería darle las gracias a Doctor Who.
David Belcher de The Herald escribió que Minogue parecía demasiado vieja para interpretar a una camarera. Sam Wollaston de The Guardian dijo que la interpretación de Kylie fue "decepcionante" y no estaba a la altura de las de Freema Agyeman o Billie Piper en Doctor Who. Jim Shelley de The Mirror dijo que Minogue "no parecía lo suficientemente vivaz para que valiera tanto la pena el esfuerzo". A la inversa, Paddy Shennan de Liverpool Echo acusó al equipo de incluir cínicamente tomas del pello y las piernas de Minogue. Tim Teeman de Times Online describió a Astrid como "con agallas", pero comentó la apariencia de "vieja" de Minogue. En 2012, Will Salmon de SFX nombró la muerte de Astrid como una de las cinco peores marchas de acompañantes, escribiendo que las circunstancias de su muerte fueron "un poco tontas" y que su despedida como polvo de estrellas fue "una escena cómicamente empalagosa".
Billie Piper, que interpretaba a la antigua acompañante Rose Tyler, comentó que era "una gran idea" la elección de Minogue, y se mostró decepcionada de perderse el encuentro y de hacer amistad con ella en el plató de Doctor Who como Tennant había hecho. La selección de The Sun' del top de monadas televisivas de 2007 incluía a Minogue como Astrid Peth. En referencia a la aparición de Minogue en El viaje de los condenados, el actor John Barrowman, intérprete del acompañante Jack Harkness, sugirió que le encantaría que la hermana de Kylie, Dannii Minogue apareciera en el spin-off de Doctor Who, Torchwood.